# 小瀬バスストップ

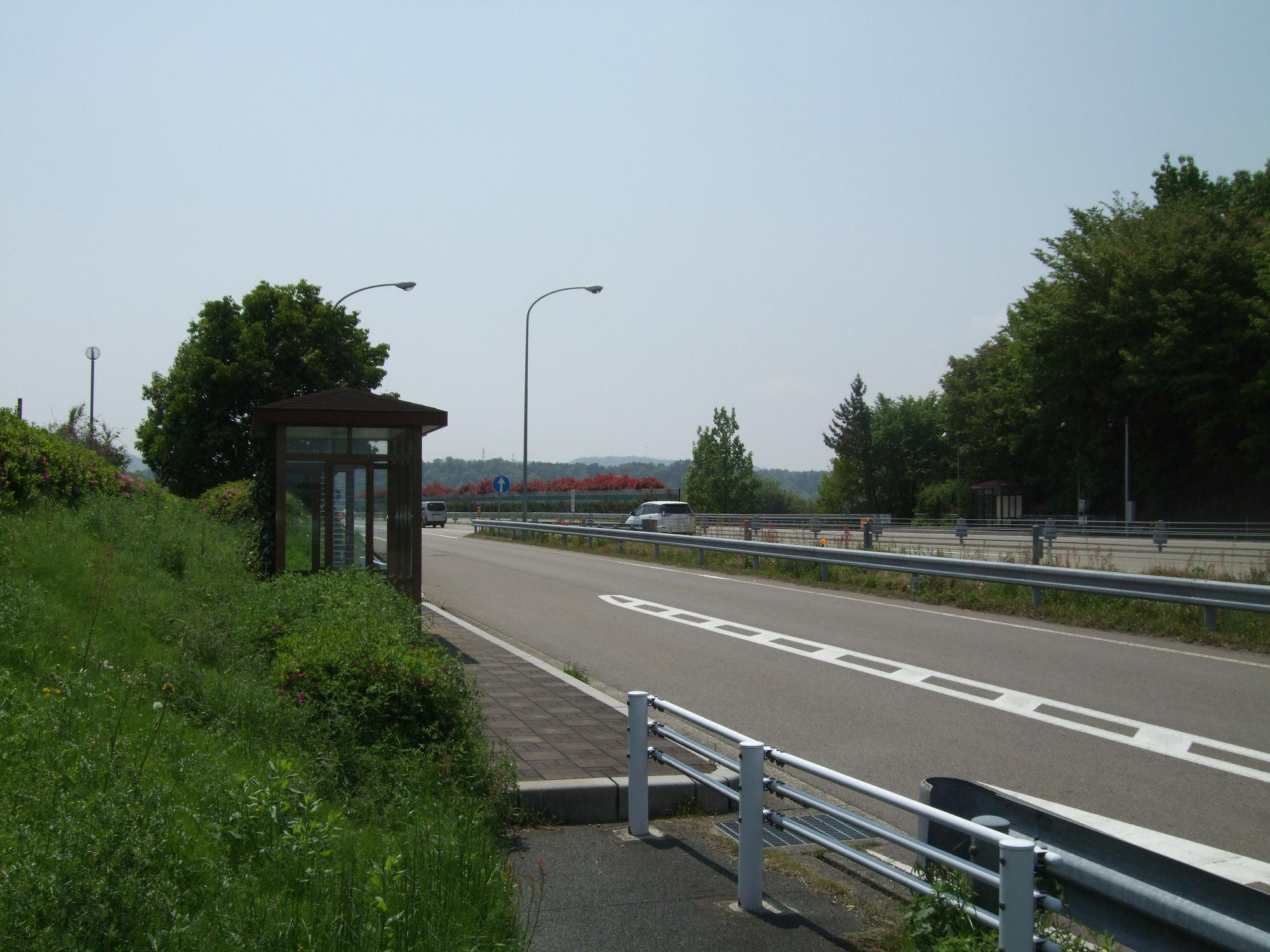
小瀬バスストップ（高速関）

小瀬バスストップ（おぜバスストップ）は、岐阜県関市の、東海北陸自動車道上にあるバス停留所である。上り線は、関サービスエリアのガソリンスタンドを越えた所にあり、エリア内の公園を通って行く事が出来る。下り線は本線上にある。
高速関の名で呼ばれる事が多い。岐阜・名古屋方面、郡上八幡・白鳥方面の高速バスが停車する。

## 停車する路線
旅客案内上では高速関（こうそくせき）と称する。
- 岐阜乗合自動車
  - 高速八幡線
  - 高速八幡名古屋線
  - 高速高山線（グリーンライナー、後述の濃飛バスと共同運行）
- 濃飛乗合自動車
  - 高山 - 岐阜線（グリーンライナー、先述の岐阜バスと共同運行）

高速各務原BS - 高速関BS - 高速美濃BS

## アクセス
- 関市内巡回バス「十三塚北」停留所下車 徒歩で約3分。
- 岐阜バス岐阜関線「新田」停留所下車 徒歩で約6分。

## 周辺施設
- お料理屋まごろく
- 御岳山

## 隣
（BS）蘇原BS - (5)関IC - （BS）小瀬BS - (SA)関SA（上り線） - (SA)長良川SA（下り線） - (5-1)美濃関JCT - (6)美濃IC/BS